# ロドスピリルム属
ロドスピリルム属（－ぞく、Rhodospirillum）は真正細菌プロテオバクテリア門アルファプロテオバクテリア綱ロドスピリルム目ロドスピリルム科の種の一つである。グラム陰性の非芽胞形成通性嫌気性らせん菌である。ロドスピリルム科のタイプ属である。2024年現在、所属している種は、タイプ種であるロドスピリルム・ルブラムのみである。属名は薔薇色のスピリルム属(らせん菌)を意味する。極鞭毛を持ち運動性を示す。GC含量は62から68。
バクテリオクロロフィルaとカロテノイドという色素を持ち、酸素を発生させない光合成を行う光合成細菌の一種。硫黄をほとんど利用しない紅色非硫黄細菌に分類される。酸素のある状況下では有機物を利用することができる。